# Veronika Aigner
Veronika Aigner (* 13. Februar 2003 in Neunkirchen, Niederösterreich) ist eine österreichische Skirennläuferin. Sie startet in der Sehbehindertenklasse B2 und hat ihre Stärken in den technischen Disziplinen Riesenslalom und Slalom. 2022 gewann sie in mit ihrer Schwester Elisabeth als Guide zwei paralympische Goldmedaillen.

## Biografie
Veronika „Vroni“ Aigner stammt aus Gloggnitz in Niederösterreich und startet für den WSV Semmering. Ihre jüngeren Geschwister Johannes und Barbara (* 2005) wurden wie sie mit dem Grauen Star geboren und sind ebenso erfolgreiche Skirennläufer in der Klasse B2. Die beiden älteren Schwestern Irmgard und Elisabeth haben keine Sehbehinderung und waren bereits als Guides für Veronika im Einsatz. Nach der MD Skimittelschule Lilienfeld besucht Aigner die HAK mit Trainingszentrum Waidhofen an der Ybbs.
Die mehrfache Weltcup- und Europacupsiegerin sowie Staatsmeisterin Aigner erlitt bei einem Trainingssturz im Jänner 2021 Kreuzband- und Meniskusrisse in beiden Knien und musste eine lange Rehabilitationspause einlegen. Im darauffolgenden November waren Veronika und Schwester/Guide Elisabeth in einen Autounfall verwickelt, blieben dabei aber größtenteils unverletzt. Bei ihren ersten Paralympics gewannen die beiden sowohl im Riesenslalom als auch im Slalom die Goldmedaille. In beiden Disziplinen teilten sie das Podest mit Schwester Barbara, die sich mit ihrem Guide Klara Sykora Bronze bzw. Silber sicherte.
Bei ihren ersten Weltmeisterschaften in Espot gewann Aigner erneut Gold in beiden Disziplinen.

## Erfolge

### Paralympics
- Peking 2022: 1. Riesenslalom, 1. Slalom

### Weltmeisterschaften
- Espot 2023: 1. Riesenslalom, 1. Slalom

### Weitere Erfolge
- 47 Siege im Weltcup (23 Slalom, 18 Riesenslalom, 5 SuperG, 1 Alpine Kombination)
- 17 Siege im Europacup (9 Slalom, 8 Riesenslalom)
- 20 Staatsmeistertitel[3]

## Auszeichnungen
- 2016: ÖBSV-Nachwuchssportlerin des Jahres
- 2020, 2022 und 2023: Österreichs Behindertensportlerin des Jahres[4]
- 2023: IPC Para Sport Award in der Kategorie „Breakthrough“[5]